# Mingren
Mingren (kinesiska: 明仁, 明仁苏木) är en socken i Kina. Den ligger i den autonoma regionen Inre Mongoliet, i den norra delen av landet, omkring 810 kilometer öster om regionhuvudstaden Hohhot. Antalet invånare är 23483. Befolkningen består av 11 541 kvinnor och 11 942 män. Barn under 15 år utgör 17,0 %, vuxna 15-64 år 76 %, och äldre över 65 år 6,0 %.
Genomsnittlig årsnederbörd är 568 millimeter. Den regnigaste månaden är juli, med i genomsnitt 159 mm nederbörd, och den torraste är januari, med 2 mm nederbörd.